# آنتوان-ژروم بالار
آنتوان-ژِرُم بالار (فرانسوی: Antoine Jérôme Balard‎؛ زاده ۳۰ سپتامبر ۱۸۰۲ درگذشته ۳۰ آوریل ۱۸۷۶) یک شیمی‌دان اهل فرانسه بود.